# Rodolphe Barry

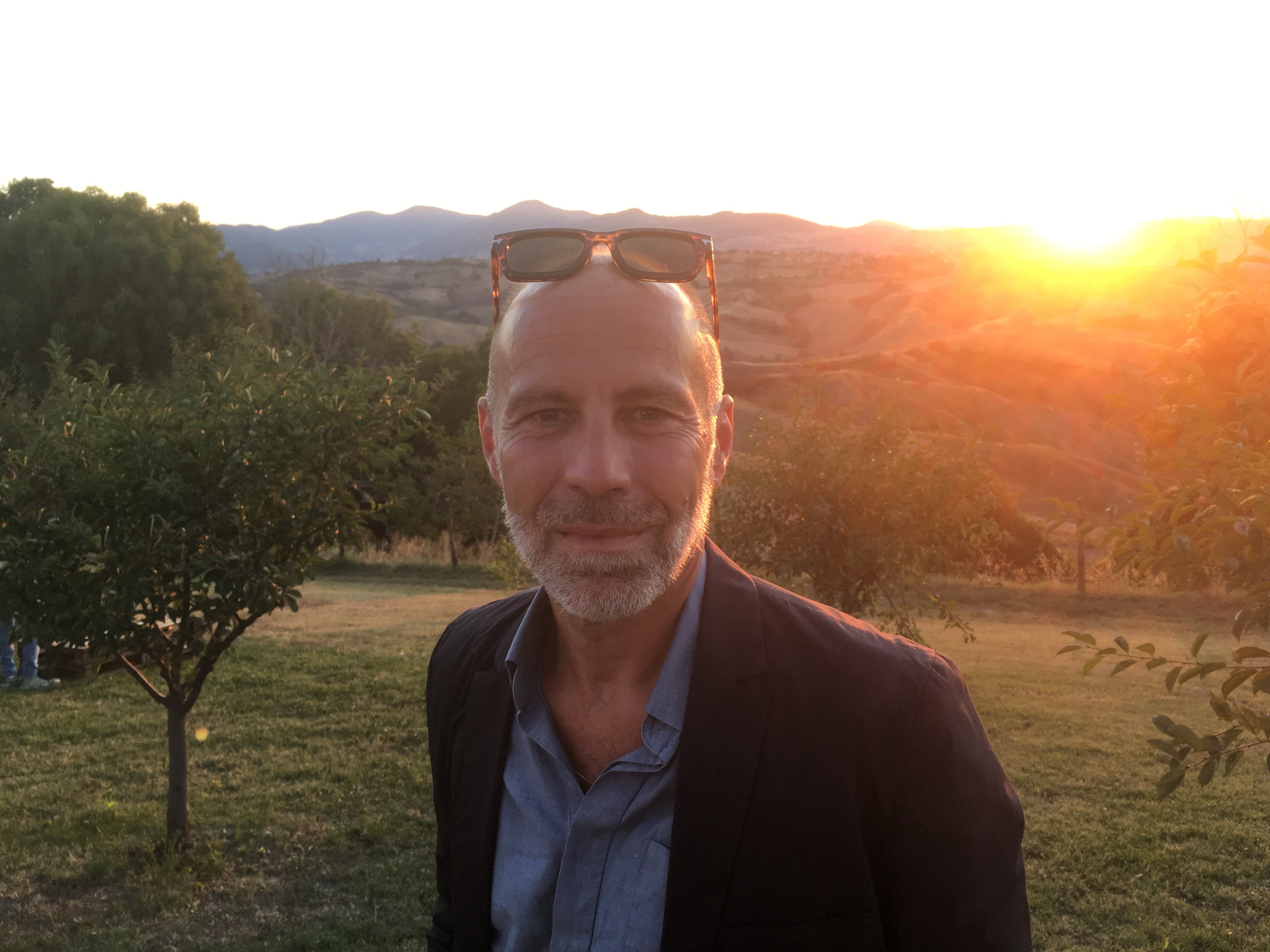

Rodolphe Barry, né en 1969 à Troyes, est un écrivain français.

## Biographie
Après une enfance passée à Brienne-le-Château, dans l'Aube, et des études de Lettres et Cinéma, Rodolphe Barry séjourne trois ans en Nouvelle-Calédonie où il exerce divers petits boulots (vendeur, journaliste sportif, critique littéraire…) et écrit son premier livre, "Rencontres avec Charles Juliet" (La Passe du Vent, 2000). La même année, il réalise "Libre le chemin", un film consacré à la vie et à l’œuvre de l'écrivain Charles Juliet avec qui il entretient une profonde amitié.
En 2014, il publie "Devenir Carver", roman biographique qui fait découvrir la vie du nouvelliste et poète américain Raymond Carver. Sélectionné pour de nombreux prix littéraires, le livre reçoit le Prix de la ville de Dax ainsi que le Prix des lycéens du Liban en 2015[réf. nécessaire]. 
En 2016, Rodolphe Barry publie un recueil de nouvelles, "Entre les rounds", Prix "Place aux nouvelles" de Lauzerte 2017[réf. nécessaire].
En 2019, son roman "Honorer la Fureur" parait aux éditions Finitude,,. Rodolphe Barry  raconte le destin et le caractère singulier de James Agee, romancier, journaliste, et scénariste américain, auteur de "Louons maintenant les grands hommes" et du scénario de "La nuit du chasseur" réalisé par Charles Laughton. En même temps qu'un très bon accueil critique, le livre est notamment finaliste du Prix Goncourt de la biographie.
2022, Rodolphe Barry donne à découvrir une autre trajectoire d'écrivain en quête d'absolu, à la fois "culte et inconnu" avec "Une lune tatouée sur la main gauche", une évocation personnelle et sensible de Sam Shepard, musicien, acteur, et écrivain américain. Le livre reçoit le Prix de la Littérature du Réel 2022.

## Œuvre

### Livres
- 2000 : Rencontres avec Charles Juliet, La Passe du Vent.
- 2002 : Charles Juliet en son parcours, Flohic.
- 2008 : Entre les rounds, La Passe du Vent.
- 2014 : Devenir Carver, Finitude.
- 2016 : Entre les rounds, Finitude.
- 2019 : Honorer la fureur, Finitude (repris aux éditions Point Seuil, 2020).
- 2022 : "Une lune tatouée sur la main gauche" Finitude.

### Filmographie
- 2002 : Libre le chemin, rencontre avec Charles Juliet, Rodolphe Barry, Abacaris Films.